# Gastrancistrus xanthogaster
Gastrancistrus xanthogaster är en stekelart som beskrevs av Dzhanokmen 1982. Gastrancistrus xanthogaster ingår i släktet Gastrancistrus och familjen puppglanssteklar.
Artens utbredningsområde är Kazakstan. Inga underarter finns listade i Catalogue of Life.